# Sorry's Not Good Enough/Friday Night
«Sorry's Not Good Enough»/«Friday Night» —en español: «Perdón no es suficientemente bueno»/«Viernes noche»— es el tercer sencillo del álbum Motion in the Ocean de la banda británica McFly, publicado el 18 de diciembre de 2006 por la discográfica Island Records.
El doble a-side alcanzó el puesto #3 en las listas británicas y el #29 en las listas irlandesas. La canción «Friday Night» formó la banda sonora de la película Night at the Museum, protagonizada por Ben Stiller y su respectivo videoclip también  se incluyó en la edición en DVD de la película.

## Vídeo musical
- En el videoclip de «Sorry's Not Good Enough», se muestra a Tom comiendo en una mesa con una chica mientras el resto de la banda toca una canción. Más tarde se revela que el restaurante en el que la pareja come es un mero decorado y que la chica tiene las muñecas y las piernas atadas a la mesa con cinta adhesiva, impidiendo que pueda marcharse de la cita. A continuación, un vídeo sobre los momentos más felices de cuando los dos estaban juntos se proyecta en la pared. Tom le da la mano y ella empieza a llorar, pero en secreto se las arregla para desatarse. Cuando el vídeo se detiene, se pone en pie y abre sus brazos, como queriendo abrazar a Tom, pero cuando este se acerca, ella le propina una patada y escapa.

- El videoclip de «Friday Night», grabado con cámaras de mano convencionales, muestra a la banda como guardias de seguridad del Museo de Historia Natural de Londres recorriendo diversas calles y lugares de la capital británica, como por ejemplo el London Eye.

## Lista de canciones
| CD Single (Island 1718992) |                                                        |          |  |
| N.º                        | Título                                                 | Duración |  |
| 1.                         | «Sorry's Not Good Enough»                              | 4:27     |  |
| 2.                         | «Friday Night»                                         | 3:22     |  |
| 3.                         | «Rockin' Robin»                                        | 2:35     |  |
| 4.                         | «Sorry's Not Good Enough (Audio)» (versión en directo) | 4:48     |  |
| 5.                         | «Sorry's Not Good Enough (Video)» (versión en directo) | 4:55     |  |

| DVD Single (Island 1718993) |                                       |          |  |
| N.º                         | Título                                | Duración |  |
| 1.                          | «Sorry's Not Good Enough» (audio)     | 4:27     |  |
| 2.                          | «Friday Night» (audio)                | 3:22     |  |
| 3.                          | «Motion in the Ocean Tour Movie»      | 11:00    |  |
| 4.                          | «Sorry's Not Good Enough» (videoclip) | 4:27     |  |
| 5.                          | «Album Launch Party»                  | 3:00     |  |

| EP Digital |                                                |          |  |
| N.º        | Título                                         | Duración |  |
| 1.         | «Sorry's Not Good Enough» (new version)        | 4:28     |  |
| 2.         | «Friday Night»                                 | 3:20     |  |
| 3.         | «Rockin' Robin»                                | 2:25     |  |
| 4.         | «Sorry's Not Good Enough» (versión en directo) | 4:40     |  |

## Posicionamiento en las listas de ventas
| Lista de ventas          | Posición más alta |
| ------------------------ | ----------------- |
| UK Singles Chart         | 3                 |
| Irish Singles Chart      | 29                |
| European Hot 100 Singles | 11                |